# Milngavie
Milngavie est une ville de l’East Dunbartonshire en Écosse, à environ 10 km du centre de Glasgow.
Sa population est de 12 795 habitants en 2001.
Milngavie est jumelée avec Baugé-en-Anjou en France.